# 자기 음향파
자기 음향파는 정상상태의 자기장에 수직으로 진행하는 자화 플라스마 내의 이온(과 전자)의 종파이다. 파동은 아래와 같이 주어지는 위상 속도 ω/k의 무분산형이다.
{\displaystyle {\frac {\omega ^{2}}{k^{2}}}=c^{2}\,{\frac {v_{s}^{2}+v_{A}^{2}}{c^{2}+v_{A}^{2}}}},
,
여기서 vs는 이온 음향 파동의 속도이다. vA는 아프벤 파동의 속도이며 c는 진공 중의  빛의 속도이다.
낮은 자기장에서 (vA→0), 파동은 보통의 이온 음향파가 되며, 저온에서 (vvs→0), 파동은 개조 알펜파이다. 자기음향 파동 모드의 위상 속도가 거의 항상 vA 보다 더 크므로 자기 음향 파동은 고속 유체자기 파동이라 불린다.

## 같이 보기
- 알펜파
- 이온 음향파